# Josua Vici
Pas d'image ? Cliquez ici

a Compétitions nationales et continentales officielles uniquement.

b Matchs officiels uniquement.
Dernière mise à jour le 30 avril 2024.
Josua Vici, né le 20 février 1994 à Kadavu (Fidji), est un joueur de rugby à XV et rugby à sept fidjien évoluant au poste d'ailier. Il évolue avec l'US Montauban en Pro D2 depuis 2022.

## Carrière
Josua Vici est originaire de l'île de Kadavu, et étudie à la Lelean Memorial School (en) de Nausori. Il joue ensuite avec l'équipe amateure du Uluinakau RFC, avec qui il dispute le championnat national de rugby à XV,. Il joue également un certain nombre de tournois de rugby à sept avec son club.
En 2016, il est sélectionné avec l'équipe des Fidji de rugby à sept, entraînée par Ben Ryan, pour disputer la saison 2015-2016 des World Rugby Sevens Series. Il fait ses débuts avec la sélection fidjienne lors du tournoi de Las Vegas en mars 2016. Il joue également le tournoi de Vancouver la semaine suivante,. Après ces deux premiers tournois, il est présent dans le groupe élargi retenu pour préparer les Jeux olympiques de Rio. Lors de la préparation, il se fait remarquer en étant le plus performant aux tests physiques, mais ne parvient à être sélectionné dans le groupe final,. 
La saison suivante, il dispute à nouveau deux tournois des Sevens Series. En avril 2017, il fait partie de l'équipe de rugby à 10 UBB Gavekal, équipe liée au club français de l'Union Bordeaux Bègles, qui remporte le réputé tournoi de Hong-Kong,.
En 2018, il rejoint le club américain des Sabercats de Houston en Major League Rugby. Lors de cette saison, il inscrit cinq essais en cinq matchs, et prolonge son contrat pour une saison de plus,. La saison suivante, il dispute neuf matchs, et inscrit trois essais.
En mai 2019, il signe un contrat de deux saisons avec le Colomiers rugby en Pro D2,. Avec le club haut-garonnais, il se fait rapidement remarquer par son talent, au point d'être provisoirement le meilleur marqueur du championnat avec sept essais au bout de dix journées. En février 2020, il prolonge son contrat avec Colomiers jusqu'en 2023.
En juin 2021, il est annoncé qu'il rejoint le Montpellier HR en Top 14, pour un contrat de deux saisons.
Après une demi-saison à Montpellier, où il est peu utilisé (cinq matchs), il est prêté en février 2022 et jusqu'à la fin de la saison à l'US Montauban en Pro D2. Après des performances convaincantes avec sa nouvelle équipe, il prolonge son contrat avec Montauban sur le long terme. En janvier 2024, il prolonge à nouveau son contrat avec l'USM, portant son engagement jusqu'en 2026. À la fin de la saison 2024-2025, il participe à la victoire de son équipe en finale du championnat face au FC Grenoble, et à l'accession en Top 14,.

## Palmarès

### En rugby à XV
- Vainqueur du Championnat de France de 2e division en 2025 avec l'US Montauban.

### En rugby à sept
- Vainqueur des World Rugby Sevens Series en 2016.